# Suero Yáñez de Parada
Suero Yáñez de Parada (m. 1380). Adelantado mayor de Galicia y señor de Romay, de La Guardia, de Redondela, de Entienza, de Bouzas, de Corujo, de Beade, de Bembrive, en una palabra de todas las jurisdicciones que luego tuvo la iglesia de Tuy, excepto la misma Tuy y su distrito. 

## Orígenes familiares
Perteneciente a la familia Romaez o Romay, según los genealogistas, familia descendiente de Alfonso I de Asturias. 
Propietarios del castillo feudal de Santa Helena, emplazado en el Montecastelo, parroquia de Parada, tenían por armas un león rapante en campo de oro. Añadieron a estas otro blasón, tres hojas de Higuera, cuyo origen idealizó la fantasía popular.

## Biografía
Nacido en Parada, vivió  a lo largo del siglo XIV, estaba casado con doña Mayor Pérez Torodia, hija de los Señores de Sotomayor.
En 1352 fue nombrado adelantado mayor de Galicia, por Pedro I de Castilla, rey al que sería fiel durante la primera guerra civil castellana, participando en la Batalla de Nájera a favor del mismo. 
Tras la muerte de Pedro I de Castilla en 1369, a manos de su hermano Enrique II de Castilla, don Suero Yáñez luchó a favor de los intereses del rey de Portugal Fernando I.
Cuando Enrique II de Castilla es nombrado rey, retira a don Suero todos sus títulos y posesiones. Este se retira a Portugal, bajo la protección de Fernando I, hasta su muerte en 1380.